# ツバキ文具店
『ツバキ文具店』（ツバキぶんぐてん）は、小川糸の小説。季刊文芸誌『GINGER L.』（幻冬舎）への連載を経て、2016年4月21日に幻冬舎より刊行された。2017年本屋大賞第4位。
2017年4月にNHKラジオ第1「新日曜名作座」にてラジオドラマ化、NHK総合「ドラマ10」にて『ツバキ文具店〜鎌倉代書屋物語〜』（ツバキぶんぐてん〜かまくらだいしょやものがたり〜）と題してテレビドラマ化された。
続編となる「キラキラ共和国 ツバキ文具店」（キラキラきょうわこく ツバキぶんぐてん）が『小説幻冬』（幻冬舎）に2017年5月号から8月号まで連載、『キラキラ共和国』と題して2017年10月25日に幻冬舎より刊行された。2018年本屋大賞候補作。

## あらすじ
小説版ツバキ文具店のあらすじ

鳩子は6歳のときから、先代に箸の上げ下げから文字の書き方まで厳しくしつけられ、先代を「お祖母ちゃん」と呼ぶことすらできなかった。同級生ともあまり遊べなかったことが高校2年生の時に爆発し、喧嘩して文箱を踏み潰して、街に飛び出してガングロ不良となった。ガングロはデザイン系の専門学校進学時まで続き、先代とも度々喧嘩していた。
先代の亡き後、先代と一卵性双生児であるスシ子おばさんが、文具店と代書屋をしていたがスシ子も亡くなり、鳩子はお気に入りの藪椿の木がある店を守るために文具店を継ぎ、様々な人と出会い、代書屋として生きていく決心を亡き祖母への初めての手紙にまとめた。
ドラマ版あらすじ
祖母の葬式のため、雨宮鳩子は高校を卒業して以来8年ぶりに故郷の神奈川県の鎌倉に戻ってきた。
一人で鳩子を育ててくれた祖母は文具店を営む傍ら、思いを言葉にするのが難しい人に代わって手紙を書くことを請け負う「代書屋」でもあった。
祖母に反発して家を飛び出した鳩子は葬式と家の片付けが終わるとすぐに鎌倉を去ろうとするが、生前祖母が引き受けたものの未完であった代書の仕事を引き継ぐように促されそれに取り組むことで心境が変わり、文具店と代書屋業を継ぐことを決意する。地元の温かい人々にも支えられながら鳩子は代書屋として歩み始めた。
さまざまな人の思いをすくいとり文字にして相手に届けることで、鳩子は彼らの思いに触れ彼らの人生に関わり、また仕事の師匠であった祖母の思いにも寄り添っていく。

## 登場人物
ポッポちゃん（雨宮鳩子→守景鳩子)
鎌倉で小さなツバキ文具店を営み、江戸時代より続く代書屋の11代目として手紙の代書を請け負う。
続編のキラキラ共和国の冒頭で、守景と結婚した。

先代（雨宮カシ子）
血縁上は、鳩子の祖母に当たるが、10代で妊娠出産した実娘から、鳩子を取り上げて手元で育て上げた。
厳しくしつけることが愛情だと思って、常に厳しくし接していたと静子への文通で胸の内を明かした。

スシ子おばさん
先代と一卵性双生児

バーバラ婦人
ツバキ文具店の隣人。上品な老婦人で鳩子の親友。

男爵
紋付き羽織袴や帽子を粋に着こなす偉丈夫。
バーバラ婦人宅のお花見会でパンティーによって結婚を公表された。

パンティー（楠帆子）
ツバキ文具店近くの小学校の先生。パンを焼くことが趣味。名前のハンコと英語で先生を意味するティーチャーを組み合わせたハンティーというあだなであったが、そこにパンが加わり、パンティーとなった。
バーバラ婦人宅のお花見会で、男爵との結婚を公表した。

QPちゃん（守景陽菜)
鳩子の文通相手。当時は5歳であった。
キラキラ共和国の冒頭で、小学校入学。

守景蜜朗（もりかげみつろう）
鎌倉でカフェを営む。QPちゃんの父。
続編のキラキラ共和国の冒頭で、鳩子と結婚したが、通常はそれぞれ別の家に住む。

ニョロ（アンニョロ）
静子の子。イタリアからの留学生。
静子
ニョロの母で、先代と文通していた。イタリア人と結婚し、イタリア在住。

### 代書屋の依頼者
マダムカルピス
権之助のお悔やみ文を依頼する。水玉模様のコーディネートで、全身がカルピス模様であったため鳩子は密かにマダムカルピスと呼ぶ。
こけしちゃん
祖母に話を聞き、先生への恋文を依頼しに来た。マダムカルピスの孫娘。おかっぱ頭でこけしのような出で立ちだったので、鳩子は密かにこけしちゃんと呼ぶ。
元夫婦
離婚の挨拶文を依頼。
園田薫
旧知の佐倉桜への近況報告の手紙を依頼。
カレン（花連）
字が下手なので義母への手紙を依頼。
編集者（武田聡）
作家への執筆依頼の手紙を依頼するが、鳩子は断った。
白川清太郎
亡き父から母への手紙を依頼。
匿名さん
元親友への絶縁状を依頼。
小野寺舞
お茶の先生への絶影状を依頼。鳩子の同級生でもあった。

## 書誌情報
- ツバキ文具店（2016年4月21日、幻冬舎、ISBN 978-4-344-02927-9）
- ツバキ文具店（2018年8月3日、幻冬舎文庫、ISBN 978-4-344-42761-7）
- キラキラ共和国（2017年10月25日、幻冬舎、ISBN 978-4-344-03193-7）
- キラキラ共和国（2019年8月6日、幻冬舎文庫、ISBN 978-4-344-42880-5）

## ラジオドラマ
NHKラジオ第1「新日曜名作座」にて2017年4月2日から5月7日まで全6回で放送された。

### 出演者
- 西田敏行
- 竹下景子

### スタッフ（ラジオドラマ）
- 原作 - 小川糸
- 脚色 - 石谷洋子
- 音楽 - 小六禮次郎
- 演出 - 小見山佳典
- 技術 - 大塚茂夫
- 音響効果 - 石川恭男

## テレビドラマ
『ツバキ文具店〜鎌倉代書屋物語〜』（ツバキぶんぐてん〜かまくらだいしょやものがたり〜）と題して、NHK総合「ドラマ10」にて2017年4月14日から6月2日まで放送された。全8回。
再放送に関しては、2017年4月20日（木曜日）午前0時10分（水曜日の深夜）の再放送開始分から6月8日（木曜日）午前0時10分（水曜日の深夜）の再放送開始分まで全８回が、予定が組まれていた放送日時を一度も変更することが無く放送された。

### キャスト

#### 主要人物
雨宮 鳩子
演 - 多部未華子（幼少 - 吉澤梨里花、小学生 - 堰沢結衣）
新人代筆屋の女性。愛称は鳩ぽっぽ、ぽっぽちゃん、等様々。祖母の訃報を受け帰郷する。元々祖母とは折り合いが悪く彼女の代筆業と文具店を継ぐ気は全く無かったが、久し振りに会った白川や周りの人から取り壊さない様懇願されつつ、尚且つマダムサイダーからの強引な仕事の依頼を無事に成功させた結果代筆業を継ぐ事を決心。
白川 清太郎
演 - 高橋克典
元エリートサラリーマンで鎌倉の観光ガイドの中年男性。幼い頃カシ子の元で書道を習っていた。また大人になってから母親と心中しようとしたところをカシ子に救ってもらったことがある為、カシ子は勿論、その孫の鳩子の事もかなり気にかけておりとても親切。認知症の母親の介護に苦労する日々を送っていたが、亡くなった父親から母親への手紙を鳩子に代筆したもらったことで母親は落ち着いて過ごせるようになり、穏やかな状態で天国へ見送ることができた。
守景 蜜朗
演 - 上地雄輔
鳩子行きつけの「むぎカフェ」店長。幼い娘を育てるシングルファーザー。穏やかな性格で文具好き。カシ子が亡くなっても悲しい様子を見せない鳩子の様子を疑問に思いつつ、「家族が亡くなって悲しくない人なんかいませんよ」と実感のこもった言葉をかける。3年前に妻を通り魔に殺害され、彼女の夢であった鎌倉でのカフェ営業を実現させた。
守景 陽菜
演 - 新津ちせ
蜜朗の一人娘。愛称ははーたん。鳩子とは仲良く、文通相手。店先を通りかかった鳩子を「いらっしゃいませ！」と呼び込み、鳩子とむぎカフェの出会いのきっかけをつくった。
楠 帆子
演 - 片瀬那奈
大雨の日に突然店を訪ねてきた女性。ツバキ文具店のそばのポストに間違って投函した手紙を自分の代わりに取り戻してほしいと鳩子に頼む。小学校教諭でパン作りが趣味。バーバラ夫人とは子供の頃からの知り合いであだ名はパンティー。一見不名誉なあだ名だが帆子の「ハン」とteacherのティーから元々ハンティーと呼ばれていたものに趣味のパン作りのパンが付いてパンティーになった、と言うモノ。明るい性格で婚活に励む。男爵に一目ぼれをし、猛アタックする。
バーバラ婦人
演 - 江波杏子
いつも笑顔を絶やさない少しミステリアスな鳩子のお隣さん。外壁から内装まで西洋風で統一された家で西洋風の暮らしをしている。鳩子とは年の離れた友人の様な関係で一緒に食事をしながらお喋りを楽しむ。フランスに住んでいた経験があり、そこで培われた人生経験から彼女に助言をする事も。又画商の一面があり、美術品の目利きも鋭い。仕事でときどきヨーロッパへ行き、鳩子にワインやお菓子をお土産に買ってきてくれたりする。
男爵
演 - 奥田瑛二
山の手に住むダンディな男性。和装でいることが多い。カシ子とは生前、しばしば店を訪れてはお喋りする仲だった。いつも不愛想で鳩子の文句ばかり言う為、子供の頃から知っている鳩子にとっては苦手な相手。10年以上前に妻に先立たれ今は一人暮らし。人気エッセイストの「竜崎彦馬」であることが第7話で判明した。
雨宮 カシ子
演 - 倍賞美津子
鳩子の亡き祖母。生前代筆業を営んでおり、鳩子を自身の後継者にすべく幼少期から厳格に躾けてきたが、彼女が高校生のとき友人から海に誘われていた日にもいつも通り書の練習をさせたことで鳩子の我慢の限界がきて反抗されはじめ、高校を卒業してから家出された。その後、死ぬまで鳩子とは音信不通だった。愛想がなく厳しい印象を与えるが商売上手な一面があり、また白川が死のうとしていることを知るやいなやすぐに駆け付けて話を聞くなど深いところでの優しさをもった人である。本人にはうまく伝わらなかったものの鳩子に対しても深い愛情を抱いていた。

#### その他
- 魚福の奥さん - 大島蓉子
- 門脇 幸三 - 小倉一郎
- 時枝シェフ - 川野太郎
- 武田 聡 - 松澤傑
- 魚福の旦那 - 江良潤
- 白川千代 - 草村礼子
白川の母。若いころは近所で評判の美人で「鎌倉小町」とも呼ばれていた。仕事で世界中を飛びまわる夫が生きていた間は「男の人には帰る場所が必要」との思いで家を守り、夫からの手紙を楽しみにしていた。何年か前に認知症になり亡き夫から手紙が来るものと思いこみ、手紙を探して徘徊を繰り返し息子を困らせる。あるとき徘徊中に転んで怪我をしたことで、介護施設に入れることを白川に決断させる。しかし鳩子が代筆した亡き夫からの手紙を受け取って夫がいつも自分を見てくれているのだと感じて深く安堵し、それ以来手紙を探さなくなった。夫から手紙の中で「チーちゃん」と呼ばれている。

- 介護士 - 藤木勇人
- ミスターX/アンニョロ - アレックス・JD

#### ゲスト
第一話 「奇妙なお悔やみ状」
- マダムサイダー - 冨士眞奈美
- 砂田 京子 - 原日出子
- 砂田 久雄 - 小林隆

第二話 「幸せの修了証書」
- 三津田 桂司 - 高橋和也
- 綿貫 梨香 - 村松えり

第三話 「けじめの断り状」
- 戸部 佳奈美 - 田島ゆみか
- 武田の上司 - 祖父江進

第四話 「最後のラブレター」
- 園田 薫 - 川口覚
- 佐倉 桜 - 桜川博子

第五話 「母へ贈る文字」
- 笹原 花蓮 - 芦名星
- 笹原 知里 - 阿知波悟美

第七話「話せなかった思い」
- 匿名さん - 平山さとみ

最終話「解き放たれた言葉」
- 新しい客 - 阿部朋子

### スタッフ（テレビドラマ）
- 原作 - 小川糸『ツバキ文具店』（幻冬舎刊)
- 脚本 - 荒井修子
- 音楽 - 白石めぐみ
- 主題歌 - 絢香「コトノハ」
- 手書き文字 - 萱谷恵子
- 制作統括 - 内田ゆき（NHKエンタープライズ）、中村高志（NHK）
- 演出 - 黛りんたろう、榎戸崇泰、西村武五郎
- 制作 - NHKエンタープライズ
- 制作・著作 - NHK

### 放送日程
| 各話   | 放送日  | サブタイトル       | ラテ欄                                                 | 演出         |
| ------ | ------- | ------------------ | ------------------------------------------------------ | ------------ |
| 第一話 | 4月14日 | 奇妙なお悔やみ状   | あなたが書けない手紙、代わって書きます。思いを込めて   | 黛りんたろう |
| 第二話 | 4月21日 | 幸せの修了証書     | 円満離婚のお知らせ!夫が語らぬ思いと妻からのメッセージ  | 黛りんたろう |
| 第三話 | 4月28日 | けじめの断り状     | 借金の断り状と元カレの頼みごと。そしてまだ見ぬ母の面影 | 榎戸崇泰     |
| 第四話 | 5月05日 | 最後のラブレター   | 既婚者が元カノに手紙を出す本心とは?こめられた思いに涙  | 榎戸崇泰     |
| 第五話 | 5月12日 | 母へ贈る文字       | 完璧な美人の悩みは汚文字!母へのメッセージにこめた思慕  | 西村武五郎   |
| 第六話 | 5月19日 | 愛するチーちゃんへ | 天国の夫からのラブレターを待つ母!変わらぬ愛が彩る手紙  | 黛りんたろう |
| 第七話 | 5月26日 | 話せなかった思い   | 怪しい外国人の正体が!祖母の手紙に見いだす衝撃の真実は  | 榎戸崇泰     |
| 最終話 | 6月02日 | 解き放たれた言葉   | 鳩子最後の手紙!守景さんの突然の決断に揺れる淡い恋心    | 黛りんたろう |

### 関連商品
サウンドトラック
- 白石めぐみ 『NHK ドラマ10 ツバキ文具店〜鎌倉代書屋物語〜 オリジナル・サウンドトラック』（2017年5月24日発売、スザクミュージック、NGCS-1077）

DVD
- ツバキ文具店〜鎌倉代書屋物語〜 DVD-BOX（2017年10月27日発売、NHKエンタープライズ、22673AA）

### 受賞
- 第8回コンフィデンスアワード・ドラマ賞 主演女優賞（多部未華子）[12][13]

| NHK ドラマ10                                                | NHK ドラマ10                                               | NHK ドラマ10                                      |
| 前番組                                                      | 番組名                                                     | 次番組                                            |
| ----------------------------------------------------------- | ---------------------------------------------------------- | ------------------------------------------------- |
| お母さん、 娘をやめていいですか? （2017年1月13日 - 3月3日） | ツバキ文具店 〜鎌倉代書屋物語〜 （2017年4月14日 - 6月2日） | ブランケット・キャッツ （2017年6月23日 - 8月4日） |